# Jean-Pierre de Bougainville
Pour les articles homonymes, voir Bougainville.
Pour les autres membres de la famille, voir Famille de Bougainville.
Jean-Pierre de Bougainville, né à Paris le 1er décembre 1722 et mort à Loches le 22 juin 1763, est un homme de lettres français, frère aîné de l'explorateur Louis-Antoine de Bougainville.

## Biographie
Il fait ses études au collège de Beauvais et présente sa thèse de philosophie en 1739. Alors qu'il n'a que 23 ans, sa dissertation sur les Droits des métropoles grecques sur leurs colonies est couronnée par l'Académie royale des inscriptions et belles-lettres, dont il est élu membre en 1746 et dont il devient secrétaire perpétuel en 1754. La même année, il est élu membre de l'Académie française. Il contribue à de nombreux mémoires et éloges à l'Académie des inscriptions ainsi qu'à d'autres sociétés savantes. Louis XV le nomme censeur royal et garde de la salle des Antiques au palais du Louvre. Souffrant depuis sa première jeunesse de violentes crises d'asthme, il doit démissionner de toutes ses fonctions en 1763 et meurt peu après à l'âge de 40 ans.
Autant les milieux académiques le tenaient en estime, autant les philosophes éprouvaient de méfiance envers ce membre du parti religieux. « Il avait longtemps fait le dévot pour se faire recevoir des Académies, écrit le baron Grimm, et sa réputation personnelle n'était pas bonne ; on lui croyait toute la fausseté et toute la souplesse d’un intrigant... »  Et le lendemain de sa mort, l'auteur des Mémoires secrets déclarait : « Cette perte peu importante sera facilement réparée. »

## Publications
Mémoires
- Droits des métropoles grecques sur leurs colonies (1745)
- Parallèle de l'expédition d'Alexandre dans les Indes avec la conquête des mêmes contrées par Tahmas-Kouli-Khan (1752)
- Mémoire dans lequel on examine plusieurs questions générales concernant les Ministres des Dieux à Athènes (1753)
- Éclaircissemens sur la vie et sur les voyages de Pythéas de Marseille (1753)
- Recherches sur l'origine des mystères célébrés à Éleusis, en l'honneur de Cérès, sur quelques circonstances de cette fête, et sur les principaux Ministres chargés d'y présider (1755)
- Premier Mémoire dans lequel on essaie de concilier Hérodote avec Ctésias au sujet de la monarchie des Mèdes (1756)
- Défense de la chronologie fondée sur les monumens de l'histoire ancienne, contre le système chronologique de M. Newton, par M. Fréret, secrétaire perpétuel de l'Académie royale des belles-lettres, publiée depuis la mort de l'auteur [par Jean-Pierre de Bougainville] pour servir de suite aux Mémoires de cette Académie (1758)
- Mémoire sur les découvertes et les établissemens faits le long des côtes d’Afrique par Hannon, Amiral de Carthage (1759)
- Suite du Mémoire sur les découvertes et les établissemens faits le long des côtes d’Afrique, par Hannon, Amiral de Carthage (1761)
- Vues générales sur les antiquités Grecques du premier âge, et sur les premiers Historiens de la nation Grecque, considérés par rapport à la Chronologie (1764)

Traduction
- Melchior de Polignac : L'Anti-Lucrèce, poème sur la religion naturelle (2 volumes, 1749)